# Carlo Massarini
Carlo Massarini (La Spezia, 18 ottobre 1952) è un giornalista, conduttore televisivo e conduttore radiofonico italiano.

## Biografia
Carlo Massarini nacque a La Spezia nel 1952. Nel 1959 si trasferisce con i genitori per tre anni in Canada, a Ottawa, dove il padre Aldo Massarini, ufficiale della Marina Militare e già primo comandante del Gruppo Incursori della Marina Militare, ha l'incarico di addetto militare all'ambasciata. Carlo Massarini si trasferisce nel 1966 a Roma, s'iscrive nel 1970 alla facoltà di medicina presso l'Università Cattolica del Sacro Cuore, ma abbandona presto gli studi universitari per dedicarsi alla musica e alla radio. Dal 1979 è iscritto come giornalista pubblicista all'Ordine dei Giornalisti del Lazio.
Dal 1971 al 1974 conduce per Radio Rai, insieme ad altri conduttori, la trasmissione di musica rock e pop Per voi giovani. Successivamente (dal 1973 al 1977) conduce le trasmissioni radiofoniche serali Popoff e Radio2 21.29, nelle quali propone all'attenzione del grande pubblico alcuni artisti fino a quel momento poco conosciuti come Bruce Springsteen, Eric Andersen, Tom Waits, Bob Marley, Joni Mitchell e soprattutto Jackson Browne, che Massarini ha il merito di aver introdotto in Italia traducendone alcuni testi in italiano; anni dopo sarà proprio Massarini ad accompagnare Browne nei primi concerti italiani e a intervistarlo in alcuni suggestivi scorci romani in uno speciale per Mister Fantasy, 'Mister Fantasy and Mister Real'.
Nel 1976 assume le redini della rivista Popster, edita da Publisuono e diretta nei primi tre numeri da Danilo Moroni e Massimo Stefani. Sempre per Popster, nel 1979 fa l'inviato a New York, prima di passare nel 1980 come collaboratore all'edizione italiana di Rolling Stone.

Positano, 1991. Massarini (quarto da sinistra), conduttore con Barbara D'Urso del concorso New Model Today, tiene a battesimo l'esordio della sedicenne Charlize Theron (alla sua destra).

Dal 1981 al 1984 è conduttore e autore di Mister Fantasy, trasmissione di Rai 1 di oltre 150 puntate dedicata alla videoarte e al videoclip. Nel 1986 conduce, sullo stesso canale, il programma Non necessariamente, pionieristico progetto di "varietà tecnologico televisivo" che impiega tecniche miste (cinematografiche, video e di grafica informatizzata). È co-conduttore del Festival di Sanremo sia nel 1987 (con Pippo Baudo) sia nel 1988 (con Miguel Bosé e Gabriella Carlucci): in entrambe le edizioni cura le presentazioni dei collegamenti dal Palarock, dove si esibiscono le varie stelle internazionali invitate come ospiti al Festival. Sempre per la Rai, è autore e conduttore, alla fine degli anni Ottanta, della trasmissione Tam Tam Village.
Dal 1995 al 2002 conduce la trasmissione MediaMente, produzione televisiva di Rai Educational di approfondimento sulla Rete e le nuove tecnologie.
Nel 2009, a 25 anni di distanza dall'ultima puntata di Mister Fantasy, pubblica Dear Mister Fantasy, un fotolibro sugli anni Settanta-Ottanta, da lui vissuti come fotografo e giornalista musicale; nel libro sono contenuti i suoi numerosi incontri con artisti italiani e stranieri; Per il titolo del libro, si ispira all'omonimo brano dei Traffic, suo gruppo rock preferito dell'epoca.
Nel 2010 realizza sei puntate speciali di Mister Fantasy intitolate Mister Fantasy R&R, Reload & Rewind. Ricarica & Rivedi, ambientate al MAXXI di Roma e trasmesse da Rai Sat Extra.
Dal 10 gennaio 2011 conduce la trasmissione Cool Tour, che va in onda quotidianamente su Rai 5 e che è dedicata a tutto ciò che fa tendenza nella società e nello spettacolo: Rete, cinema, arte, moda, danza, musica e teatro; il programma ha come sede centrale la Fabbrica del vapore di Milano ed è incentrato soprattutto sulle nuove tendenze della città meneghina. Dal 16 gennaio 2013 conduce su Rai 5 la trasmissione Cool Tour Classic Rock, in cui si parla di connessioni tra passato, presente e futuro di musica rock e dintorni. Dal 21 gennaio 2014 conduce la trasmissione Ghiaccio Bollente, in onda sempre su Rai 5 tutte le notti a mezzanotte circa: introdotto il martedì e sabato dal Magazine GB, è un flusso notturno di concerti, documentari, e film dedicato alla musica a trecentosessanta gradi: rock, blues, soul, jazz.
Dall'ottobre 2014 conduce su Virgin Radio Absolute Beginners, pillole quotidiane sugli artisti antesignani del rock.
Nell'aprile 2020 e 2021 torna alla conduzione televisiva con il programma Startup Economy - Tutto ciò che fa innovazione in onda ogni domenica su LA7.
Nella primavera ed estate 2022 è in tour teatrale, insieme alla tribute band Beatbox, con Magical Mister Story, narrazione e 'concerto impossibile' dei Beatles.
Dal 2022 è Mister Fantasy, l'amico immaginario del protagonista, nella serie TV di Rai 1 Vincenzo Malinconico, avvocato d'insuccesso.

## Pubblicazioni
- Carlo Massarini, Dear Mister Fantasy - 2009, Rizzoli - ISBN 978-88-17-02386-3
- Carlo Massarini, Absolute Beginners. Viaggio alle origini del rock 1936-1969 - 2016, Hoepli
- Carlo Massarini e Ivano Scolieri - PianoForte - 7 Note di Armonia Manageriale  2019, Hoepli
- Carlo Massarini, Dear Mister Fantasy Edizione Ampliata X° Anniversario  2020, Rizzoli Lizard